# Gigantactis gracilicauda
Gigantactis gracilicauda es una especie de pez del género Gigantactis, familia Gigantactinidae, orden Lophiiformes. Fue descrita científicamente por Regan en 1925.
Especie inofensiva para el ser humano. Puede alcanzar los 2500 metros de profundidad.

## Descripción
Su longitud total es de 10,7 centímetros.

## Distribución
Se distribuye por el océano Atlántico.